# Junta de Comandantes das Forças Armadas da Bolívia (1981)
A Junta de Comandantes das Forças Armadas (ou Junta Militar Torrelio-Bernal-Pammo) foi uma junta militar, constituída após a renúncia de Luis García Meza, que dirigiu a Bolívia a partir de 4 de agosto de 1981 até 4 de setembro de 1981 e foi integrada pelo Comandante da Força Aérea Boliviana, o General Waldo Bernal Pereira; do Exército Boliviano, Celso Torrelio;  e Óscar Jaime Pammo, um contra-almirante da Marinha Boliviana.
Esta junta foi dissolvida após Celso Torrelio tornar-se presidente da Bolívia de facto  até 21 de julho de 1982.